# Wedge Island, Nova Scotia
Wedge Island är en ö i Kanada.   Den ligger i provinsen Nova Scotia, i den östra delen av landet, 1 100 km öster om huvudstaden Ottawa.